# Mil Mi-28

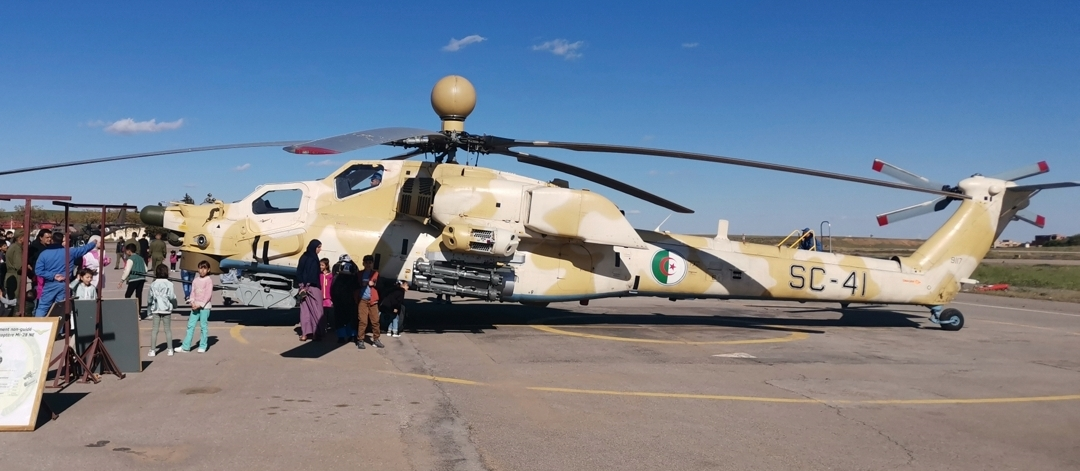
Mil mi-28 des forces aériennes algériennes

Le Mi-28 (en russe : Ми-28,) est un hélicoptère d'attaque russe antiblindé conçu par Mil. Il ne dispose pas de fonction secondaire de transport comme le Mi-24 et est surtout destiné à un rôle antichar.
Son code OTAN est Havoc (Havoc-A pour le Mi-28A et Havoc-B pour le Mi-28N).
Cet appareil, actuellement produit par Rostvertol PLC, est destiné à :
- trouver et détruire les chars ennemis ;
- éliminer les effectifs ennemis ;
- installer des champs de mines ;
- trouver et détruire les bateaux ou tout autre dispositif flottant ennemi ;
- engager le combat avec les appareils volants ennemis ;
- détruire des cibles aériennes volant à basse vitesse, de jour comme de nuit et par tout temps[4].

## Développement du Mi-28
Durant la guerre froide, l'URSS désirait un appareil plus léger et maniable capable de compléter son Mi-24. En 1976, le gouvernement de l'époque mit en compétition deux constructeurs : Kamov et Mil. Les spécifications étaient les suivantes : capacités de transport pour trois hommes (au lieu de huit pour le Mi-24) en plus des deux pilotes ; meilleures performances et vitesse maximale. Plusieurs stylismes furent envisagés au départ, comme le projet de double rotor. Finalement, en 1977, une conception classique mono-rotor fut retenue.
En 1981, un stylisme fut retenu et une maquette construite. Le premier vol du prototype (no 012) eut lieu le 10 novembre 1982, suivi par un second prototype (no 022) construit en 1983. Bien qu'ayant terminé la première phase des tests de sélection, en octobre 1984 l'Armée de l'air soviétique choisit le plus avancé Kamov Ka-50. Cependant Mil continua le développement en parallèle.
En décembre 1987, la production à Rostov-sur-le-Don fut acceptée et en janvier 1988 le prototype du Mi-28A (no 032) prit son envol. Cette version fut adaptée afin d'accueillir des moteurs plus puissants et un rotor de queue en ciseau ou « X » au lieu de la version standard trois pales. Ce Mi-28A fut présenté en juin 1989 au salon de l'air de Paris.
Un second prototype de la version Mi-28A (no 042) fut construit en 1991.
Cependant, en 1993, le programme fut mis en sommeil en raison de son manque de compétitivité face au Kamov Ka-50, principalement dû à son incapacité à opérer par tout temps.

## Mi-28N: Le retour du "Havoc"
En 1995 le programme est réactivé grâce au Mi-28N ou Havoc-B. Cette version "N", pour Nuit (« Ночной охотник » en russe), a pour principales améliorations techniques :
- Nouveau système d'avionique intégré (IKBO-28).
- Installation d'un système électronique intégré de combat et d'un radar micro-ondes (N-025 Almaz-280) monté sur le rotor principal.
- Installation d'un système de visualisation infrarouge (Forward-Looking InfraRed ou FLIR) et caméra sous le nez.
- Nouvelle transmission permettant de délivrer plus de puissance au rotor principal.
- Nouvelles pales pour une meilleure efficacité.
- Nouveau système de contrôle d'injection du carburant.

Mais avant d'en arriver à la version finale, le développement du Mi-28N fut à nouveau interrompu à cause de problèmes financiers. Un second prototype fut dévoilé en avril 2004 à Rostvertol (en), filiale d’Hélicoptères de Russie, avec la transmission améliorée.
En juin 2005, l'Armée de l'air russe décida de tester le Mi-28N en vue de remplacer les Ka-50 et les Ka-52. Ils étaient jugés stratégiquement comme dépassés depuis la fin de la Guerre froide. De plus le Ka-52 n'était pas aussi performant que prévu, notamment à cause de son excédent de masse.
Après les essais de 2005, l'Armée de l'air russe commanda trois Mi-28N, puis en ajouta encore 16 autres à sa commande. Les premiers appareils furent livrés en mai 2006.
En septembre 2006, les essais de qualification démarrèrent avec les cinq premiers appareils.
Le 7 février 2008, les deux premiers Mi-28N de série furent livrés au Centre de préparation au combat et recyclage no 344 de l'Armée de l'air russe à Torjok.
Le chef de l'Armée de l'air russe, le général Nikolai Makarov, a déclaré en janvier 2008 vouloir faire l'acquisition de 45 à 50 Mi-28N jusqu'en 2010. Il est annoncé en 2007 que d'ici 2015, l'Armée de l'air russe devrait posséder 300 Mi-28N qui vont remplacer les Mi-24 Cependant d'autres sources indiquent que seuls 69 Mi-28N seraient acquis par les forces aériennes russes.
Début 2022, The Military balance 2022 publié par International Institute for Strategic Studies annonce un minimum de 103 Mi-28 en parc.
Le Mi-28N est également nommé Mi-28N(E) par son fabricant.

## Variantes

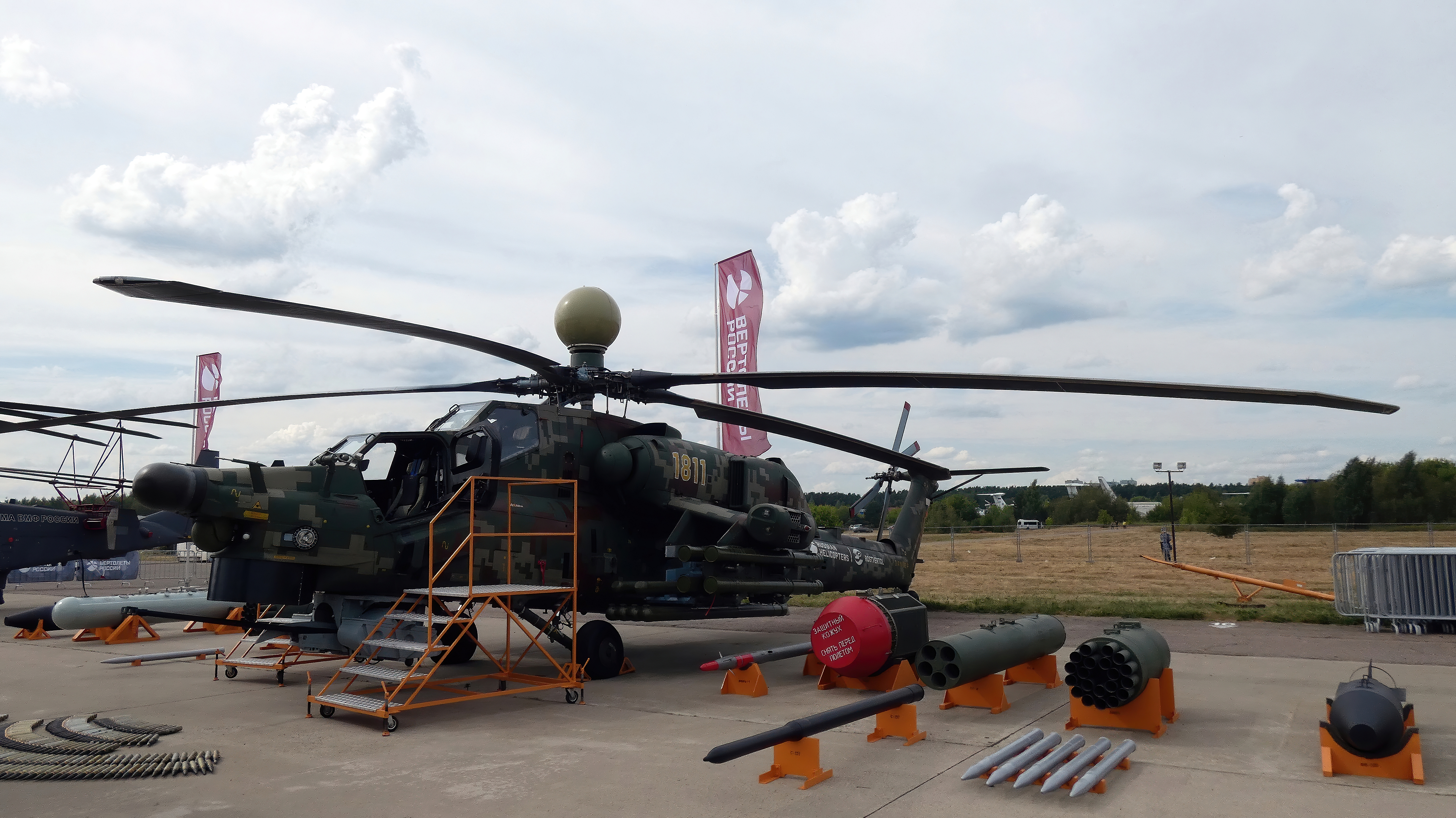
Les senseurs du Mi-28NM au salon aéronautique MAKS-2021.

- Mi-28A - Version originale du projet qui perdit la compétition contre le Ka-50
- Mi-28N/MMW - Version améliorée du Mi-28A pouvant voler de jour comme de nuit et par tout temps.
- Mi-28NE - Version d'export de l'hélicoptère d'attaque. Possibilité d'usage de jour et de nuit par n'importe quelle condition météo.
- Mi-28NM - Une version améliorée du Mi-28N dont le développement a commencé en 2009. Le fabricant a repensé la coque avant en raison du retrait de son antenne avant, une nouvelle station radar H025 a été ajoutée pour une visibilité panoramique complète, en plus des moteurs VK-2500P plus puissants avec un système FADEC au lieu des anciens moteurs Klimov TV3-117VMA. De nouvelles pales de rotor améliorées ont été installées pour augmenter sa vitesse maximale de 13% et sa vitesse de croisière de 10%. En plus de cela, il dispose d'un système de contrôle de tir amélioré et d'un nouveau système de traitement de données radioélectroniques embarqué "Izdeliye 296". Il sera équipé pour emporter les missiles antichars 9M123 Khrizantema-V et 9M127-1 Ataka-VM. Il est également prévu d'être équipé du nouveau missile polyvalent "Izdeliye 305" ou LMUR, conçu pour être utilisé contre des cibles aériennes et terrestres, et équipé d'un guidage inertiel pour le vol initial, avec des mises à jour de direction à mi-parcours effectuées par un opérateur avant l'acquisition de la cible par le système de recherche du missile. Ce missile a une portée de 25 km. Le Mi-28NM a effectué son vol inaugural en octobre 2016 et les essais d'état des moteurs VK-2500P améliorés ont été achevés en octobre 2020. Un plan de mise à niveau des Mi-28N existants vers la norme Mi-28NM a été approuvé.
- Mi-28D - Version simplifiée du Mi-28N pour des opérations diurnes.
- Mi-28NAe - Version d'exportation pour la Corée du Nord
- Mi-28L - Projet de version d'exportation pour l'Irak.
- Mi-40 - Projet d'hélicoptère de transport armé. Abandonné durant la chute de l'URSS au profit du Mi-42, lui-même annulé peu après[11],[12].

## Caractéristiques

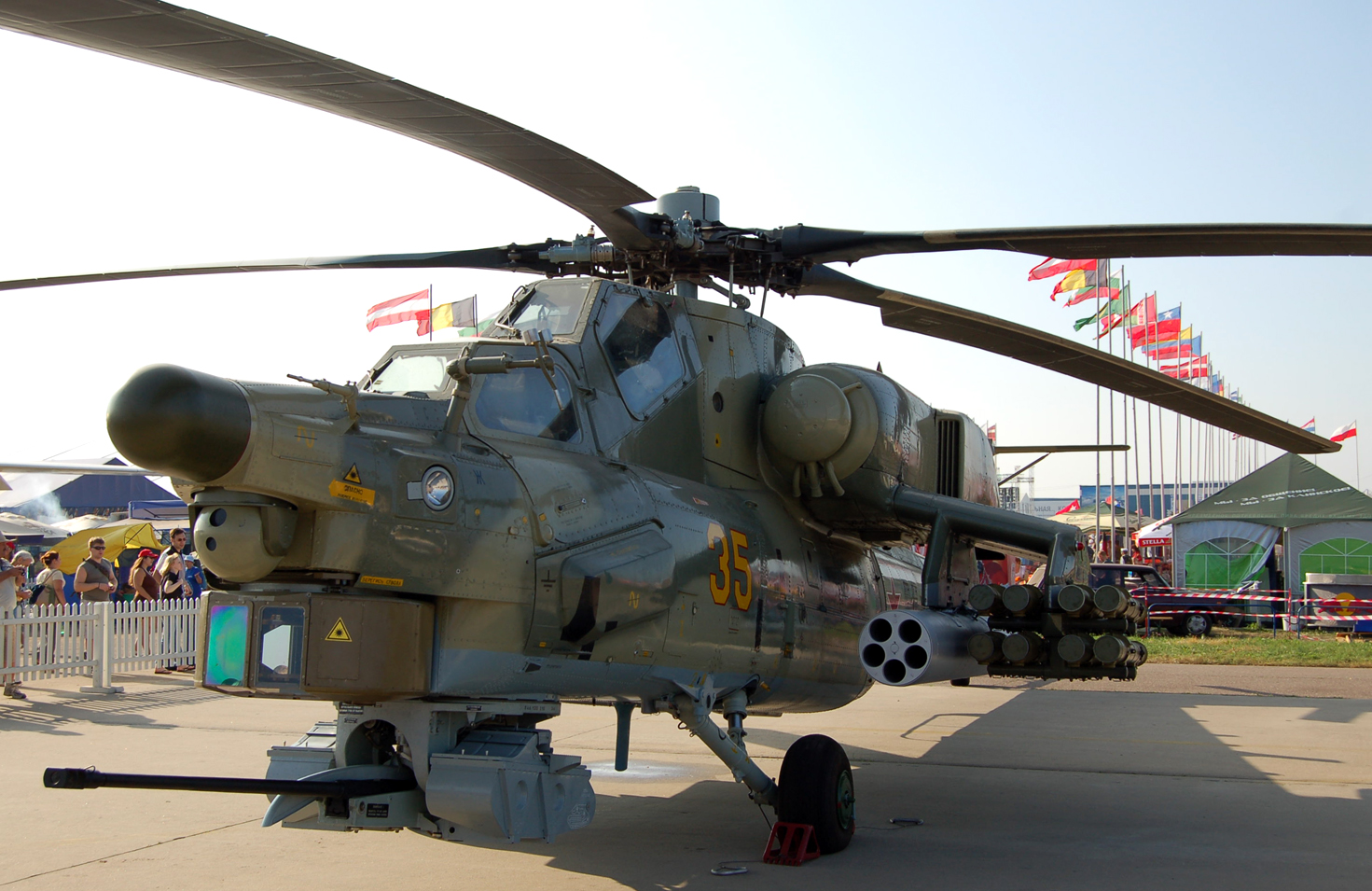
Les senseurs du Mi-28N au salon aéronautique MAKS-2007.

Le Mi-28N possède des caractéristiques intéressantes qui en font un hélicoptère redoutable :
- Équipement électronique (navigation, armement, etc.) intégré à l'appareil et géré par deux ordinateurs.
- Protection passive du pilote et du copilote : Cockpit totalement blindé résistant au tir de munitions perforantes ou incendiaires de calibre 12,7 mm.
- Deux turbines séparées ayant leurs éléments vitaux protégés par un blindage supplémentaire. Possibilité de voler sur une seule turbine.
- Utilisation de nouveaux matériaux résistant mieux aux dommages.
- Possibilité de vol de jour ou de nuit par des conditions météo mauvaises, et cela même à basse altitude (5 à 15 m selon le fabricant).

## Armement

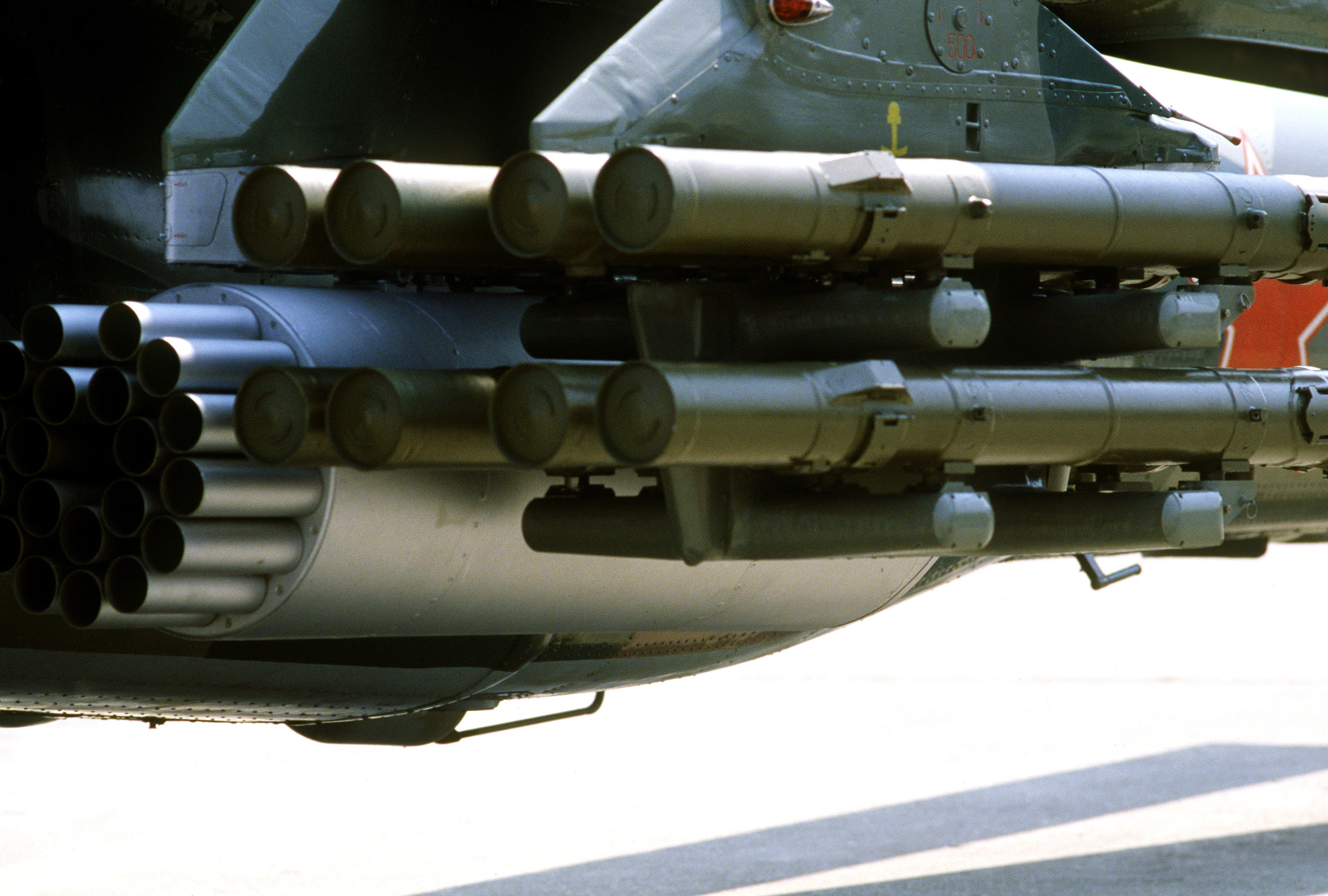
L'armement du Mi-28 au salon aéronautique du Bourget de 1989.

Le Mi-28N peut accueillir différentes armes, en tourelle et sur ses quatre points d'emport,,,,.
- Armement fixe:
  - Canon automatique Chipounov 2A42 de calibre 30 × 165 mm, embarquant 250 projectiles. La cadence de tir est réglable à 200 ou 550 coups par minute. Il est monté sur la tourelle NPPU-28N. Sa portée pratique est de 2 500 m.

- Armement amovible sur les quatre points d'emport :
  - Missiles guidés :
    - Missile antitank : Jusqu'à 16 missiles guidés antichars 9M120 Ataka-B (8 par pods), Kh-25
    - Missile air-air : Jusqu'à 8 missiles à détection infrarouge Igla-V ou R-73.

  - Munitions téléopérées : LMUR
  - Armements non guidés :
    - Roquettes : S-8 (calibre 80 mm) jusqu'à 80 pièces sur quatre pods ou Type S-13 (calibre 122 mm) jusqu'à 20 pièces sur quatre pods ou Type S-24 (calibre 240 mm) jusqu'à deux pièces.
    - Bombes : FAB-500; KAB-500L; KAB-500KR

  - Pods de mitrailleuses amovibles :
    - Jusqu'à deux canons UPK-23-250 de 23 mm avec 250 projectiles chacun.

  - Mines :
    - Jusqu'à quatre lance-mines KMGU-2.

### NPPU-28N
Le NPPU-28N est une tourelle pour canon automatique équipant l'hélicoptère de combat Mil Mi-28. Elle permet un angle de tir horizontal de ±110°.
Le canon automatique de 30 mm Shipunov 2A42 y est installé.

## Utilisateurs
Il y a de nombreuses rumeurs sur l’achat de Mi-28 par plusieurs pays mais, en septembre 2014, les seuls pays l'utilisant et ayant diffusé des informations sur celui-ci sont la Russie et l'Irak.
 Russie
- Armée de l'air russe - 24 en service en 2012 au lieu des 40 à 50 annoncés à l'origine pour 2010. Estimation de 103 en service en début d'année 2022[18].

 Irak
- Aviation de l’armée de terre irakienne - 15 commandés mi-2013[19]. Une annonce de 13 livrés début janvier 2014 mais effectivement au moins 6 livrés à partir de juillet 2014 et en service en septembre 2014[20]. Ils sont engagés rapidement dans les combats et participent notamment à la libération de la ville de Banat Al-Hassan située à 40 km au nord-ouest de Bagdad le 3 octobre suivant[21]. En 2023 on compte 11 Mi-28NE et 4 Mi-28UB[22].

 Algérie
- Russian Helicopters annonce que 42 hélicoptères devront être livrés en vertu d'un contrat signé début 2014[23]. En 2023 42 Mi-28NE/UB sont en service dans l'armée de l'air Algérienne[24].

 Ouganda
- Plus de 3 Mi-28N/UB en service en 2023[25]; Un détruit lors d'un accident le 2 janvier 2024[26].

D'autres pays se seraient montrés intéressés par cet hélicoptère de combat. Toutefois certains, comme la Corée du Sud, se sont désistés. Fin 2008, deux pays d'Amérique du Sud et l'Arabie saoudite se seraient montrés intéressés par l'appareil sans donner suite.

## Engagements
L'armée russe déploie des Mi-28 lors de la guerre civile syrienne en soutien aux forces syriennes. Ils participent notamment aux opérations militaires à Palmyre ainsi qu'à Deir ez-Zor et à Homs.
Il est engagé lors de l'invasion de l'Ukraine par la Russie en 2022 et au moins 14 appareils sont confirmés comme abattus ou sévèrment endommagés avec photos à l'appui (au 28 janvier 2025).

## Culture populaire
Le Mi-28 apparaît dans plusieurs jeux vidéo dont les plus connus sont :
- ARMA II
- ARMA III
- Battlefield 2 ou il sert du côté de la Coalition Moyenne-Orientale (CMO)
- Battlefield: Bad Company 2
- Battlefield 3
- Battlefield 4
- Call of Duty: Modern Warfare
- Call of Duty: Modern Warfare 2
- Call of Duty: Modern Warfare 3
- Wargame: AirLand Battle
- Wargame: European Escalation
- Wargame: Red Dragon
- War Thunder ou il est disponible sous deux versions : le Mi-28N et le Mi-28NM
- Apache / Havoc : Frères ennemis

### Aéronefs comparables
- Agusta A.129 Mangusta
- AH-64 Apache
- AH-1 Cobra
- WZ-10 (hélicoptère)
- Denel AH-2 Rooivalk
- Eurocopter Tiger
- Kamov Ka-50/Ka-52
- HAL Light Combat Helicopter